# Matilda de Boulogne

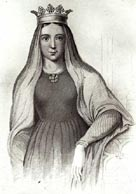
Matilda de Boulogne

Matilda I (sau Maud) (n. 1105?, Boulogne – d. 3 mai 1152) a fost suo jure contesă de Boulogne, precum și regină a Angliei ca urmare a căsătoriei cu regele Ștefan.

## Primii ani și căsătoria
Matilda s-a născut ca fiică a contelui Eustațiu al III-lea de Boulogne, cu soția sa, Maria, fiică a regelui Malcolm al III-lea al Scoției cu Margareta de Wessex. Matilda era verișoară de gradul întâi cu rivala soțului ei, regina Maud. Prin bunica sa pe linie maternă, Matilda descindea din regii Angliei anteriori cuceririi normande.
În 1125, Matilda s-a căsătorit cu Ștefan, pe atunci conte de Blois și de Mortain, care poseda totodată largi titluri în Anglia. Atunci când tatăl Matildei a abdicat și s-a retras la mănăstire (în același an), posesiunile și onorurile deținute de Ștefan s-au unit cu Boulogne, ca și cu titlurile moștenite de Matilda pe cuprinsul Angliei. La moartea lui Eustațiu al III-lea, Matilda și soțul ei au devenit conducători comuni pentru Comitatul de Boulogne. Doi copii (un fiu și o fiică) s-au născut din relația Matildei cu Ștefan în perioada când guvernau împreună Boulogne, pe când domnea în Anglia regele Henric I, care le-a oferit acestora rezidență în Londra. Băiatul a fost numit Balduin, după unchiul Matildei, devenit rege al Ierusalimului. În ceea ce o privește pe fiică, aceasta s-a chemat tot Matilda. Cei doi copii au murit din fragedă tinerețe, cu toate că unii cercetători consideră că Matilda a mai trăit suficient de mult pentru a fi căsătorită cu conducătorul Milanului.

## Regină a Angliei
Odată cu moartea regelui Henric I al Angliei din 1135, Ștefan s-a grăbit să ajungă în Anglia, profitând de faptul că teritoriul comitatului de Boulogne cuprindea porturile cele mai apropiate de insulă, și a fost încoronat rege, în defavoarea rivalei sale, Maud. Matilda de Boulogne era însărcinată la acea vreme și a traversat Canalul Mânecii după ce a dat naștere unui fiu, Eustațiu, care ulterior o va succeda la conducerea Comitatului de Boulogne, ca Eustațiu al IV-lea. Matilda a fost încoronată ca regină cu ocazia Paștelui anului 1136 (22 martie).
Matilda a fost un susținător al Ordinului templierilor. Ea a întemeiat în Anglia Cressing Temple în 1137 și Temple Cowley în 1139. Ca și predecesoarea sa, Matilda de Scoția (soția lui Henric I), ea a avut o strânsă relație cu prioria Sfintei Treimi din Aldgate. Ea l-a solicitat pe preotul de acolo pentru a-i fi confesor, iar doi dintre copiii ei au fost înmormântați în acea locație.
În războiul civil din Anglia care a urmat, Matilda s-a dovedit a fi cel mai puternic susținător al soțului ei. Atunci când Anglia a fost invadată, ea facăut apel la trupele din Boulogne și la cele ale aliaților din Flandra, cu care a asediat cu succes castelul din Dover, iar apoi au pornit spre nord, către Durham, unde Matilda a încheiat un tratat cu regele David I al Scoției.
După ce Ștefan a fost capturat în bătălia de la Lincoln din 1141, Matilda a reușit să adune pe susținătorii săi și a ridicat o armată cu ajutorul lui Guillaume d'Ypres. Pe când regina Maud aștepta la Londra pentru pregătirea încoronării sale, Matilda și fratele lui Ștefan, Henric de Blois (Henric de Winchester) au reușit să o alunge din oraș. Regina Maud a pornit pentru a-l asedia pe Henric de Blois în Winchester, drept pentru care Matilda de Boulogne a ordonat armatei sale să îi atace pe asediatori. În lupta care a urmat, fratele vitreg al reginei Maud și totodată comandantul trupelor acesteia, Robert de Gloucester, a fost capturat. Cele două Matilde au căzut apoi de acord să recurgă la un schimb de prizonieri, iar Ștefan a revenit la conducerea regatului.
Matilda a murit de febră în castelul Hedingham din Essex și a fost înmormântată în abația Faversham, care fusese întemeiată de către ea și soțul ei.

## Urmași
Ștefan și Matilda au avut trei fii:
- Eustațiu, succesor în Comitatul de Boulogne, căsătorit cu Constanța de Franța, fără a avea urmași
- Balduin de Boulogne (d. înainte de 1135)
- Guillaume, conte de Mortain și Boulogne și earl de Surrey, căsătorit cu Isabela de Warenne, fără a avea urmași

Ei au avut și două fiice:
- Matilda de Boulogne, căsătorită cu Waleran de Beaumont, earlde Winchester, fără a avea urmași
- Maria de Boulogne, căsătorită cu Matei de Alsace